# Casa Elisa y Luis Villamil
La Casa Villamil está situada en Vegadeo, en el concejo asturiano del mismo nombre.
La casa fue reformada por Everardo Villamil en el siglo XIX sobre restos de un edificio anterior cuya fundación se desconoce.
El edificio posee una forma pentagonal de tres plantas y bajo cubierta: la planta baja, ocupada por una entidad bancaria, primera y segunda planta. 
Posee patio cerrado interior que contiene una edificación dedicada en sus inicios a los empleados de la casa y almacén. Este patio posee también un cenador.
Está declarada Bien de interés cultural y aloja la Casa de Cultura de Vegadeo.
- Datos: Q8341596